# 喬克托 (阿肯色州)
喬克托（英語：Choctaw）是位於美國阿肯色州范布倫縣的一個非建制地區。該地的面積和人口皆未知。

## 地理
喬克托的座標為35°31′39″N 92°26′24″W / 35.52750°N 92.44000°W，而該地的平均海拔高度為167米（即548英尺）。